# 乔什旦遗址
乔什旦遗址，位于中国青海省尖扎县加让乡如是其村，为第四批青海省文物保护单位，公布日期为1986年5月27日，类型为古遗址。
乔什旦遗址的历史年代为马家窑类型、马厂类型。